# Getlink
Getlink (tot 20 november 2017 Eurotunnel Plc of Groupe Eurotunnel SE) is het Frans-Britse bedrijf dat de Kanaaltunnel in concessie exploiteert gedurende de eerste 99 jaar na opening.

## Activiteiten
Getlink is een beursgenoteerd bedrijf dat is ontstaan in 1986 voor aanvankelijk een exploitatieperiode van 55 jaar (1987-2042). De duur van de concessie is tot 65 jaar verlengd in 1993 en tot 99 jaar in 1999.
Het bedrijf heeft drie hoofdactiviteiten:
- Eurotunnel: Het spoorwegbeheer voor de bedrijven die diensten onderhouden op de lijnen door de Kanaaltunnel. Getlink doet zelf het transport van personen- (LeShuttle) en vrachtwagens (LeShuttle Freight) via de tunnel, maar er zijn ook de hogesnelheid passagierstreinen van Eurostar. Verder exploiteren SNCF en EWS de goederentreinen op deze verbinding.
- Europorte: Verzorging van de terminals in Calais/Coquelles en Folkestone waar de vrachtwagens en personenwagens in of uit de treinen worden gereden.
- ElecLink: ElecLink is de naam voor een elektriciteitskabel in de Kanaaltunnel.[1] De kabel kwam op 25 mei 2022 in gebruik waardoor Frankrijk en het Verenigd Koninkrijk stroom kunnen uitwisselen. De capaciteit is 1000 megawatt (MW) en vergde een investering van £ 640 miljoen.

In 2024 telde het bedrijf 3708 medewerkers, waarvan ruim twee derde werkzaam in Frankrijk en de rest in Engeland.

### Resultaten
In de periode 2009 tot en met 2014 is de omzet van Eurotunnel verdubbeld dankzij een betere benutting van de capaciteit door passagiers- en goederentreinen. De schuldenlast blijft groot waardoor een groot deel van het bedrijfsresultaat wordt besteed aan rentelasten. De nettoresultaten laten een grillig patroon zien ook als gevolg van veranderingen in de wisselkoers van het pond en de euro. In de resultaten zijn ook de effecten van de coronapandemie zichtbaar, dit leidde tot een forse dip van de vervoersstromen en resultaten in 2020 en 2021. Vanaf mei 2022 levert ElecLink een belangrijke bijdrage aan de omzet en resultaat.
| Jaar | Omzet        | EBITDA       | Rente- lasten | Netto- resultaat | Vracht-wagens | Personen-wagens | Eurostar passagiers | Vracht- treinen |
| Jaar | (×€ miljoen) | (×€ miljoen) | (×€ miljoen)  | (×€ miljoen)     | (×1000)       | (×1000)         | (×1000)             | Vracht- treinen |
| ---- | ------------ | ------------ | ------------- | ---------------- | ------------- | --------------- | ------------------- | --------------- |
| 2009 | 640          | 161          | 192           | 1                |               |                 |                     |                 |
| 2010 | 737          | 180          | 248           | −57              | 1089          | 2125            | 9528                | 2097            |
| 2011 | 854          | 272          | 264           | 11               |               |                 |                     |                 |
| 2012 | 1023         | 296          | 269           | 34               |               |                 |                     |                 |
| 2013 | 1092         | 449          | 269           | 101              |               |                 |                     |                 |
| 2014 | 1207         | 498          | 272           | 57               |               |                 |                     |                 |
| 2015 | 1222         | 542          | 263           | 100              | 1483          | 2557            | 10.399              | 2421            |
| 2016 | 1023         | 514          | 262           | 200              |               |                 |                     |                 |
| 2017 | 1033         | 526          | 270           | 113              |               |                 |                     |                 |
| 2018 | 1079         | 569          | 269           | 130              | 1693          | 2660            | 10.972              | 2077            |
| 2019 | 1085         | 560          | 257           | 159              | 1595          | 2602            | 11.047              | 2144            |
| 2020 | 816          | −488         | 240           | −113             | 1452          | 1399            | 2503                | 1736            |
| 2021 | 778          | −481         | 308           | −229             | 1362          | 953             | 1638                | 1654            |
| 2022 | 1606         | 886          | 445           | 252              | 1447          | 2110            | 8295                | 1488            |
| 2023 | 1829         | 979          | 320           | 326              | 1207          | 2237            | 10.716              | 1417            |
| 2024 | 1614         | 833          | 253           | 317              | 1198          | 2187            | 11.201              | 1233            |

In 2024 werden 2,2 miljoen personen- en 1,2 miljoen vrachtwagens door de tunnel vervoerd. De belangrijkste concurrent voor het transport van voertuigen over Het Kanaal zijn de veerdiensten, maar Getlink vervoert wel zo'n 35% van alle vrachtwagens en ruim 50% van de personenwagens. Het aantal Eurostar passagiers overtrof de 11 miljoen in dit jaar.

## Geschiedenis
Eurotunnel is opgericht in 1986 voor aanvankelijk een exploitatieperiode van 55 jaar (1987-2042), maar in 1999 is de deze concessie verlengd naar 99 jaar.
Eurotunnel beheerde ook een kleine veerdienst met drie schepen in het Kanaal. Toezichthouders vonden begin 2015 dat Eurotunnel een te hoog marktaandeel had op het transport tussen beide landen en eisten een verkoop van MyFerryLink. Eurotunnel benaderde eerst SCOP SeaFrance, een Franse coöperatie van zeelui, maar deze kon onvoldoende steun verkrijgen en uiteindelijk werd het Deense DFDS Seaways de koper. In 2014 vervoerde MyFerryLink zo’n 400.000 vrachtwagens en bijna evenveel personenwagens en behaalde een omzet van 93 miljoen euro. Er werkten zo’n 600 mensen waarvan 500 in Frankrijk. De overnamesom is niet bekendgemaakt.
In november 2015 verkocht Eurotunnel de Britse vrachtvervoerder over het spoor, GB Railfreight, aan EQT Infrastructure II. Met de verkoop verdween een activiteit die een bijdrage leverde van zo’n £ 125 miljoen aan de jaaromzet van Eurotunnel.
Het bedrijf had vanaf het begin te kampen met een hoge schuldenlast. In 2006 was dit opgelopen tot zo'n 9 miljard euro vooral een gevolg van de hoger dan verwachte kosten voor de aanleg van de onderzeese spoorverbinding tussen Frankrijk en Engeland en tegenvallende passagiersaantallen. Eurotunnel vroeg op 13 juli 2006 een gerechtelijke schikking aan. In januari 2007 keurde de rechtbank in Parijs het plan goed van Eurotunnel voor een schuldherstructurering. Na uitvoering van de plannen resteerde een schuld van iets meer dan 4 miljard euro.
Op 20 november 2017 is de naam gewijzigd van Eurotunnel Plc of Groupe Eurotunnel SE in Getlink.
In maart 2018 kocht autowegenexploitant Atlantia SpA een belang van 15,49% in Getlink. De aankoop vergde van Atlantia de som van € 1,06 miljard. Atlantia werd daarmee een van de grootste aandeelhouder van Getlink.
Op 25 mei 2002 kwam de elektriciteitskabel tussen Frankrijk en het Verenigd Koninkrijk in gebruik. Hierdoor kunnen de landen elektriciteit uitwisselen en de kabel heeft een capaciteit van 1000 megawatt.
ALIS · AREA · ASF · ATMB · CEVM · Cofiroute · Escota · Eurotunnel · Sanef · SAPN · SAPPR · SFTRF